# Ritchiea reflexa
Ritchiea reflexa är en kaprisväxtart som först beskrevs av Peter Thonning, och fick sitt nu gällande namn av Ernest Friedrich Gilg och Bened. Ritchiea reflexa ingår i släktet Ritchiea och familjen kaprisväxter. Inga underarter finns listade i Catalogue of Life.